# Pour l’amour d’un garçon
Pour l’amour d’un garçon — второй студийный альбом французской актрисы и певицы Элен Ролле. Выпущен в 1992 году во Франции. Диск имел широкий успех как во Франции, так и за её пределами. Было продано более 450 тыс. копий альбома.

## Список композиций
- 01 — Pour l’amour d’un garçon
- 02 — Peut être qu’en septembre
- 03 — Mr Kennedy
- 04 — A quoi bon
- 05 — Je suis venue à Paris
- 06 — La route de San Francisco
- 07 — La guitare et la rose
- 08 — Pense à moi
- 09 — La première fois
- 10 — Trop de souvenirs

## Чарты и сертификации
Песня «POUR L'AMOUR D'UN GARÇON» из этого альбома, попала во французский чарт.

### Чарт
| Чарт (1992–93)      | Место |
| ------------------- | ----- |
| French Albums Chart | 4     |

## Дополнительная информация
Заглавная песня альбома является заглавной темой сериала «Элен и ребята».